# Snickarbo
För sången, se Du käre lille Snickerbo.
Snickarbo är en by i Avesta kommun på gränsen till Hedemora kommun. Dalabanan genomskär Snickarbo och i byn finns en gammal plattform, men vid spåret finns idag bara en spårväxel. Racerföraren Mattias Ekström kommer från byn.